# FC Aldosa
El FC Aldosa fue un equipo de fútbol de Andorra que jugó en la Primera División de Andorra, la primera categoría nacional.

## Historia
Fue fundado en el año 1995 en la localidad de La Massana con el nombre Montanbaldosa, como uno de los participantes de la Primera División de Andorra en la temporada 1995/95 donde finalizó en cuarto lugar.
Al año siguiente pasa a llamarse FC Aldosa y terminó en quinto lugar, pero desaparecería al finalizar la temporada.
El club estuvo dos temporadas en la Primera División de Andorra donde jugó 40 partidos, con 19 victorias, 4 empates y 17 derrotas; anotó 70 goles y recibió 66.